# Philadelphus caucasicus
Philadelphus caucasicus är en hortensiaväxtart som beskrevs av Emil Bernhard Koehne. Philadelphus caucasicus ingår i släktet schersminer, och familjen hortensiaväxter. Inga underarter finns listade i Catalogue of Life.